# Пеп Гвардиола
Ђузеп Пеп Гвардиола (кат. Josep Guardiola; Сампедор, 18. јануар 1971) шпански је фудбалски тренер и бивши играч. Тренутно води Манчестер Сити.
Док је био играч, играо је као задњи везни. Већину играчке каријере је провео у Барселони. Био је део тима снова Јохана Кројфа.

## Трофеји (као играч)

### Барселона Б
- Трећа лига Шпаније (1) : 1990/91.

### Барселона
- Првенство Шпаније (6) : 1990/91, 1991/92, 1992/93, 1993/94, 1997/98, 1998/99.
- Куп Шпаније (2) : 1996/97, 1997/98.
- Суперкуп Шпаније (4) : 1991, 1992, 1994, 1996.
- Куп европских шампиона (1) : 1991/92. (финале 1993/94).
- Куп победника купова (1) : 1996/97. (финале 1990/91).
- Суперкуп Европе (2) : 1992, 1997
- Интерконтинентални куп : финале 1992.

### Репрезентација Шпаније
- Олимпијске игре : злато 1992.

## Трофеји (као тренер)

### Барселона Б
- Четврта лига Шпаније (1) : 2007/08.

### Барселона
- Првенство Шпаније (3) : 2008/09, 2009/10, 2010/11.
- Куп Шпаније (2) : 2008/09, 2011/12.
- Суперкуп Шпаније (3) : 2009, 2010, 2011.
- УЕФА Лига шампиона (2) : 2008/09, 2010/11.
- УЕФА суперкуп (2) : 2009, 2011.
- Светско клупско првенство (2) : 2009, 2011.

### Бајерн Минхен
- Првенство Немачке (3) : 2013/14, 2014/15, 2015/16.
- Куп Немачке (2) : 2013/14, 2015/16.
- Телеком куп Немачке (2) : 2013, 2014.
- УЕФА суперкуп (1) : 2013.
- Светско клупско првенство (1) : 2013.

### Манчестер Сити
- Премијер лига (6) : 2017/18, 2018/19, 2020/21, 2021/22, 2022/23, 2023/24.
- ФА куп (2) : 2018/19, 2022/23.
- Лига куп Енглеске (4) : 2017/18, 2018/19, 2019/20, 2020/21.
- ФА Комјунити шилд (3) : 2018, 2019, 2024.
- УЕФА Лига шампиона (1) : 2022/23. (финале 2020/21).
- УЕФА суперкуп (1) : 2023.
- Светско клупско првенство (1) : 2023.

## Занимљивости
Бивши капитен Барселоне Чави Ернандез прву прилику у првом тиму популарне Блаугране добио је тек након повреде Пепа Гвардиоле у сезони 1999/2000.